# IC 1118
IC 1118 је спирална галаксија у сазвјежђу Змија која се налази на листи објеката дубоког неба у Индекс каталогу.
Деклинација објекта је + 13° 26' 44" а ректасцензија 15h 24m 59,4s. Привидна величина (магнитуда) објекта IC 1118 износи 14,3 а фотографска магнитуда 15,1. IC 1118 је још познат и под ознакама IC 4543, MCG 2-39-29, CGCG 77-122, NPM1G +13.0410, PGC 55035.